# Ye Olde Cheshire Cheese
Ye Olde Cheshire Cheese är en av Londons äldsta pubar. Den ligger på 145 Fleet Street, på Wine Office Court i City of London. Den byggdes om strax efter den stora branden i London 1666, och är sedan dess känd för sina litterära föreningar, med stamgäster som Charles Dickens, GK Chesterton och Mark Twain.
Puben finns listad på  CAMRA:s lista över historiska pubinteriörer.

## Ålder
Ye Olde Cheshire Cheese är en av flera pubar i London som byggdes om strax efter Stora branden i London 1666. Den har legat på samma plats sedan 1538.
Puben ägs och drivs av Samuel Smith Brewery. 

## Polly the Parrot
I ungefär 40 år var Ye Olde Cheshire Cheese associerad med en grå papegoja med namnet Polly. Vid dennes död 1926 skrev omkring 200 tidningar över hela världen om detta, samtidigt som nyheten lästes ut på radiostationen 2LO.

## Erotiska kakelplattor
År 1962 skänkte puben ett antal kakelplattor med sexuella motiv till Museum of London. Dessa kakelplattor hade hittats i ett vindsrum. Kakelplattorna stärker en teori att rummet användes som en bordell i mitten av 1700-talet.

## Galleri

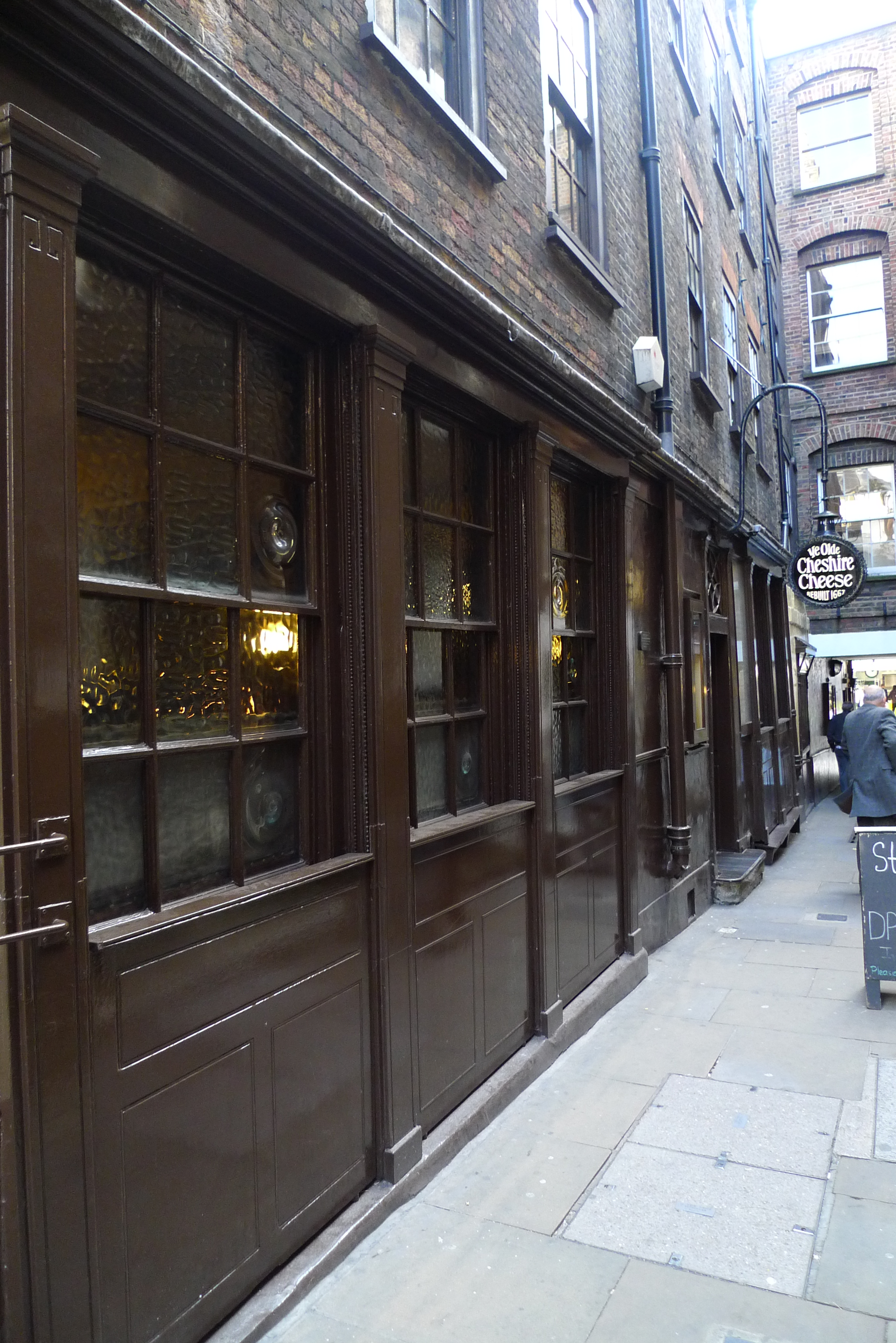
Ye Olde Cheshire Cheese ligger i en gränd vid Fleet Street.
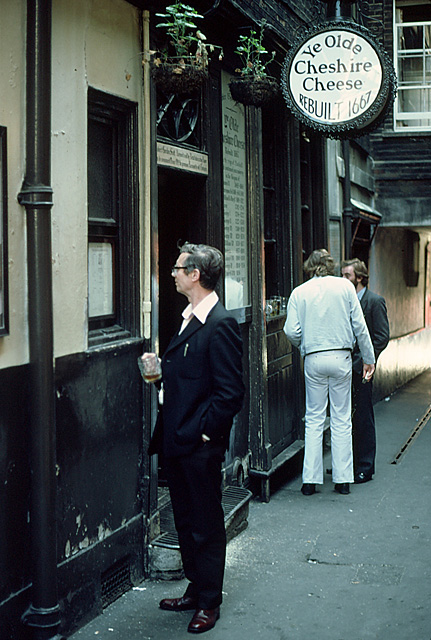
Pubens exteriör, 1980.
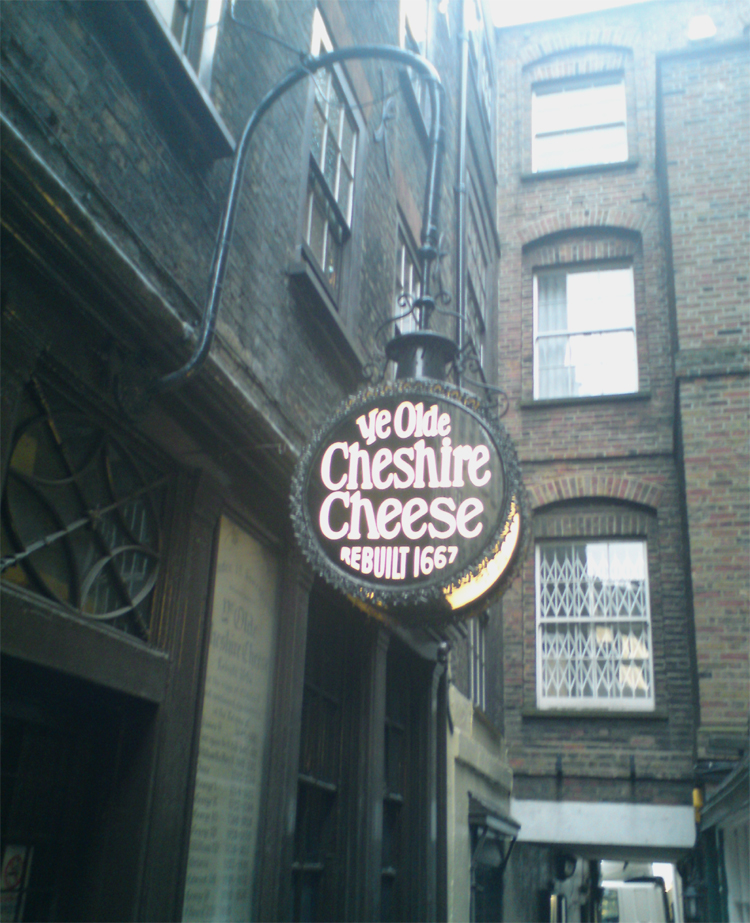

## Fortsatt läsning
- Thomas Wilson Reid (1908). The Book of the Cheese: Being Traits and Stories of "Ye olde-Cheshire Cheese", Wine Office Court, Fleet Street, London, E. C.. Ye Olde Cheshire Cheese
- That Irishman: The Life and Times of John O'Connor Power, Part Three, 'At Large', Jane Stanford, The History Press, 2011, ISBN 978-1-84588-698-1